# Geografia e demografia da Sardenha

## Geografia

Altimetria da Sardenha

A Sardenha situa-se no centro do Mediterrâneo ocidental, a meio caminho entre as penínsulas Itálica e Ibérica, a sul da Córsega e do estreito de Bonifacio, a norte do canal da Sardenha e da Tunísia, a oeste da Itália continental e mar Tirreno, a leste das Ilhas Baleares (Espanha) e do Mar da Sardenha.
Com mais de 24 000 km² de superfície e uma extensa linha costeira (1 849 km), durante muito tempo foi considerada a maior ilha do Mediterrâneo, quando na realidade é a segunda em área, atrás da Sicília.
A maior parte da costa é alta e rochosa, com troços longos e relativamente direitos, com muitos cabos imponentes , algumas baías largas e profundas, existindo numerosas ilhotas e ilhas menores.
O território é predominantemente constituído por montanhas e colinas com altitudes geralmente entre os 300 e os 1 000 m. O maior maciço montanhoso, o Gennargentu, encontra-se na parte centro-oriental da ilha e tem o seu ponto mais alto, a Punta La Marmora (1 834 m). Outras montanhas importantes são o Monte Limbara (1 362 m), no nordeste, o Monte Rasu (1 259 m), no maciço de Marghine e Goceano (norte), o Monte Albo (1 057 m), no maciço de Sette Fratelli (sudeste), e no sudoeste, o Monte Linas (1 236 m) e os Montes Sulcis.
As áreas montanhosas e planaltos estão separados por extensos vales aluviais e planícies, sendo as mais importantes as de Nurra, a noroeste, e de Campidano, a mais extensa, no sudoeste, entre Oristano e Cálhari.

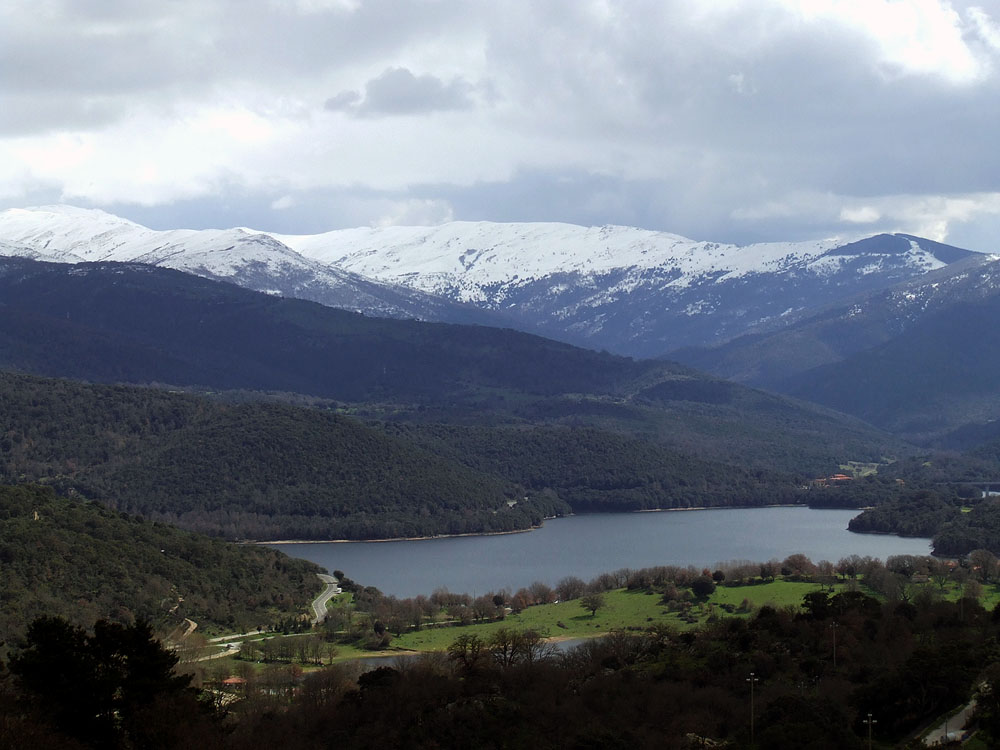
Monte Gennargentu

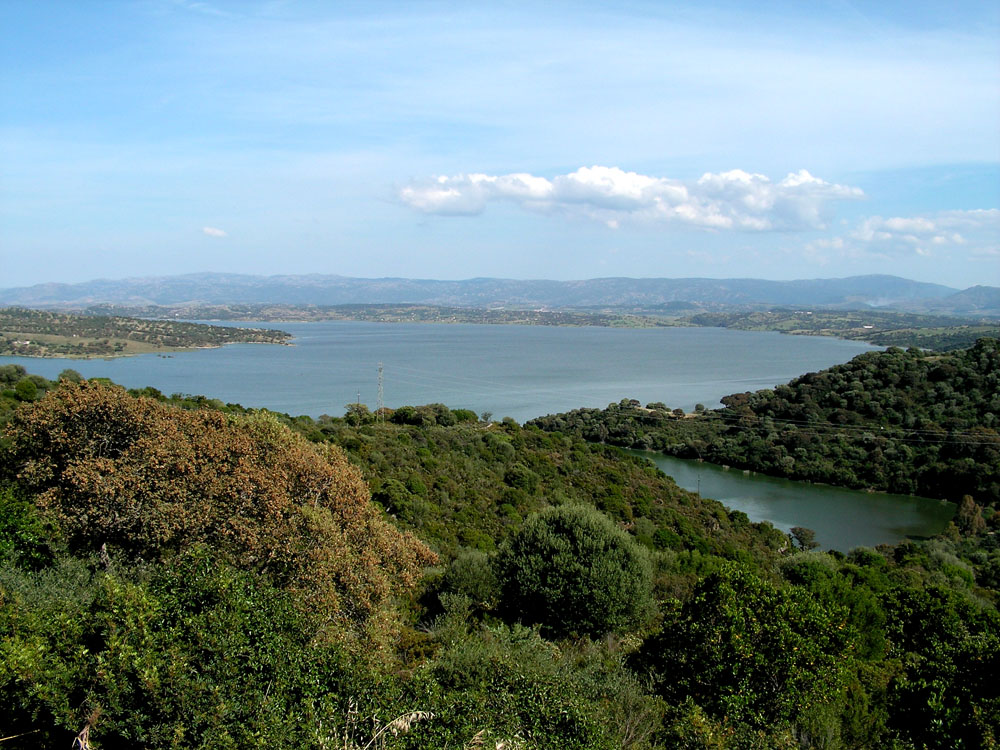
Lago artificial de Coghinas

Os principais rios são o Tirso, com 151 km, o Flumendosa, com 127 km, e o Coghinas, com 115 km. Existem pelo menos 54 barragens que são usadas para irrigação agrícola e produção de eletricidade. As mais importantes são a de Omodeo e de Coghinas. O único lago natural de água doce é o de Baratz, no noroeste, perto de Alghero. Existem várias lagoas de água salgada pouco profundas ao longo da linha costeira.
As ilhas mais importantes são: Asinara, San Pietro, Sant'Antioco e as do arquipélago de Maddalena.

### Geologia
A geologia sarda é muito interessante, já que as rochas que aí se encontram são das mais antigas da Europa e as mais antigas de Itália. Essa antiguidade explica a não existência de grandes altitudes na ilha, devido à prolongada erosão. A base rochosa da Sardenha meridional data do Pré-Cambriano, mais precisamente à era Paleoproterozoica do éon Proterozoico, facto que está na origem do grande número de explorações mineiras nessa região. No nordeste da ilha encontram-se rochas sedimentares do mesmo período, que demonstram que essa zona esteve submersa. Esses sedimentos permitiram a criação de rochas carboníferas que atualmente são exploradas nas minas de carvão. Também se encontram rochas mais recentes, do éon Fanerozoico, como as rochas vulcânicas presentes em grande quantidade na região ocidental e meridional da ilha.
As formações montanhosas são constituídas principalmente por granito, xisto, basalto (chamado localmente jars ou gollei), arenito e calcário dolomita (chamado localmente toneri).
No passado, tanto a Sardenha como a Córsega estavam ligadas ao continente europeu (placa eurasiática), fazendo parte da cadeia pirenaico-provençal. Por efeito da deriva continental, ambas as ilhas se separaram do continente no período oligocénico, há cerca de 30 milhões de anos.
Contrariamente à Itália continental e a Sicília, a Sardenha não é propensa a sismos.

### Clima

Mapa físico da Sardenha

O clima é mediterrânico, com temperaturas geralmente suaves, até mesmo no inverno, com primaveras e outonos quentes, verões que podem ser muito quentes, chegando mesmo aos 45°C, o que é propício à ocorrência dos incêndios frequentes. Em contrapartida, as temperaturas mais baixas nunca são inferiores a 0°C. O vento dominante é o mistral, que sopra de noroeste durante praticamente todo o ano, principalmente no inverno e primavera, por vezes com bastante intensidade, o que faz as delícias dos amantes da vela. Sendo geralmente frio e seco, tem um efeito refrescante.
A temperatura média anual na costa é de 18°C, variando entre os 14ºC e os 20°C na generalidade da ilha. Ao contrário da vizinha Córsega, a chuva é escassa (entre 400 e 500 mm anuais, repartidos por uma média de 40 dias de chuva) e as secas são frequentes. A média anual de dias de sol é de aproximadamente 300, concentrando-se a chuva predominantemente no outono e inverno, com chuvas intensas na primavera.
No centro da ilha o clima tende a ser mais rigoroso, chegando a ocorrer neve no inverno. No sul, a seca pode durar vários meses, à semelhança do norte de África (a Tunísia encontra-se a aproximadamente 200 km).
| Dados climatológicos para Cagliari | Dados climatológicos para Cagliari | Dados climatológicos para Cagliari | Dados climatológicos para Cagliari | Dados climatológicos para Cagliari | Dados climatológicos para Cagliari | Dados climatológicos para Cagliari | Dados climatológicos para Cagliari | Dados climatológicos para Cagliari | Dados climatológicos para Cagliari | Dados climatológicos para Cagliari | Dados climatológicos para Cagliari | Dados climatológicos para Cagliari | Dados climatológicos para Cagliari |
| Mês                                | Jan                                | Fev                                | Mar                                | Abr                                | Mai                                | Jun                                | Jul                                | Ago                                | Set                                | Out                                | Nov                                | Dez                                | Ano                                |
| ---------------------------------- | ---------------------------------- | ---------------------------------- | ---------------------------------- | ---------------------------------- | ---------------------------------- | ---------------------------------- | ---------------------------------- | ---------------------------------- | ---------------------------------- | ---------------------------------- | ---------------------------------- | ---------------------------------- | ---------------------------------- |
| Temperatura máxima média (°C)      | 14                                 | 15                                 | 16                                 | 18                                 | 22                                 | 27                                 | 30                                 | 30                                 | 27                                 | 23                                 | 18                                 | 15                                 | 21,2                               |
| Temperatura mínima média (°C)      | 6                                  | 6                                  | 7                                  | 9                                  | 12                                 | 16                                 | 19                                 | 19                                 | 17                                 | 14                                 | 10                                 | 7                                  | 11,8                               |
| Precipitação (mm)                  | 46                                 | 57                                 | 44                                 | 37                                 | 24                                 | 9                                  | 3                                  | 9                                  | 31                                 | 56                                 | 56                                 | 55                                 | 427                                |

### Demografia
Milhares de habitantes
Com uma densidade populacional e 69 hab/km², pouco mais do que 30% da média nacional italiana, Sardenha é a quarta região menos populada de Itália. A distribuição da população era anómala comparada com as outras regiões de Itália junto ao mar, pois ao contrário da tendência geral, as zonas costeiras eram menos densamente povoadas que o interior. As razões históricas para isso incluem os frequentes assaltos de Sarracenos na Idade Média, que tornavam as costas inseguras, a importância económica da pastorícia no interior e a natureza pantanosa das planícies costeiras, as quais só foram secadas no século XX. A situação foi invertida com a expansão do turismo costeiro — hoje todos os principais centros urbanos se encontram junto à costa, enquanto o interior está esparsamente povoado.
Em 2005, a Sardenha era a região italiana com a taxa de fertilidade mais baixa (1,087 filhos por mulher) e a região com a segunda taxa de natalidade mais baixa. Estes fatores, junto com o elevado nível de urbanização da população, contribuem para a preservação de grande parte das áreas naturais. Apesar de tudo a população aumentou nos últimos anos devido à imigração, principalmente da Europa do leste, África, China e América Latina.
A esperança de vida em 2005 era de 81,1 anos (77,7 para os homens e 84,5 para as mulheres). A Sardenha partilha com a ilha japonesa de Okinawa a taxa mais alta do mundo de centenários (pessoas com mais de 100 anos de idade), 22/100 000.

#### Supercentenários
Em outubro de 2004, vários cientistas da Universidade de Montreal foram à Sardenha para aí estudar uma particularidade local recentemente constatada por médicos da ilha: um número importante de homens supercentenários (de idade igual ou superior a 110 anos), algo raro, pois habitualmente são as mulheres que chegam a essas idades tão avançadas e na Sardenha o número de homens supercentenários supera o das mulheres. Segundo os dados verificados por esses estudiosos, não havia registro de quaisquer homens supercentenários no Canadá. O fenómeno também foi objeto de estudo do Groupe d'étude de démographie appliquée (grupo de estudo de demografia aplicada) da Universidade Católica de Louvain, da Bélgica, no âmbito do projeto europeu FELICIE Várias explicações são avançadas para o fenómeno, como o ar das montanhas ou o regime alimentar, mas também fatores genéticos.

### Particularidades genéticas
Os sardos não são uma população homogénea do ponto de vista genético e distinguem-se dos outros europeus e populações mediterrânicas por algumas caraterísticas genéticas.
Cerca de 42% dos sardos pertencem ao haplogrupo I (Y-DNA), que é frequente principalmente na Escandinávia, norte da Alemanha e nas regiões da Dalmácia, Bósnia e Herzegovina, Montenegro e Sérvia. O subclado I-M26 do haplogrupo I quase não se encontra fora da ilha, apenas se encontrando em pequeno número entre a população do País Basco e Castela, em Espanha, nas regiões francesas do Bearne e da Bretanha, na Córsega, Inglaterra e Suécia. O haplogrupo I dos indígenas da Sardenha é do subtipo I1b1b, o qual é igualmente raro fora da ilha, encontrando-se apenas na região dos Pirenéus, o que sugere alguma migração de sardos de ou para aquela região. O subtipo sardo está mais aparentado com o das Bálcãs do que com o da Escandinávia. O segundo haplogrupo de cromossoma Y entre a população masculina sarda é o R1b, presente em 22% da população, encontrando-se sobretudo na parte norte, particularmente na Gallura, onde chega aos 37%. O haplogrupo G (Y-ADN) também tem uma distribuição relativamente alta (15%) e supõe-se que pode ter origem em migrações de populações da Anatólia para a Sardenha.[carece de fontes?] O haplogrupo G também tem uma distribuição relativamente alta nos Pirenéus e Alpes, o que mais uma vez poderá indiciar antigas migrações de sardos de ou para aquelas regiões.[carece de fontes?] Os restantes haplogrupos apresentam baixas frequências.

### Províncias
A Sardenha está dividida nas seguintes províncias:

| Província         | Área (km²) | população | Nome da capital em italiano | Nome local da(s) capital(is)           | população da capital | Observações                                                            |
| ----------------- | ---------- | --------- | --------------------------- | -------------------------------------- | -------------------- | ---------------------------------------------------------------------- |
| Cálhari           | 4 596      | 543 310   | Cálhari                     | Casteddu                               | 157 130              |                                                                        |
| Sassari           | 4 281      | 322 326   | Sassari                     | Sàssari em sassarês e Tathari em sardo | 131 553              |                                                                        |
| Nuoro             | 3 934      | 164 260   | Nùoro                       | Nùgoro                                 | 36 567               |                                                                        |
| Oristano          | 3 040      | 167 971   | Oristano                    | Aristanis                              | 32 932               |                                                                        |
| Ólbia-Tempio      | 3 397      | 138 334   | Ólbia                       | Terranoa                               | 50 150               | criada em 2005; correspondente à região histórica da Gallura           |
| Ólbia-Tempio      | 3 397      | 138 334   | Tempio Pausania             | Tèmpiu                                 | 14 020               |                                                                        |
| Ogliastra         | 1 854      | 58 389    | Lanusei                     | Lanusè                                 | 5 812                | criada em 2005                                                         |
| Ogliastra         | 1 854      | 58 389    | Tortolì                     | Tortuelie                              | 10 309               | criada em 2005                                                         |
| Carbonia-Iglesias | 1 495      | 131 890   | Iglesias                    | Igrèsias                               | 27 773               | criada em 2005; correspondente à região histórica de Sulcis-Iglesiente |
| Carbonia-Iglesias | 1 495      | 131 890   | Carbonia                    | Carbònia ou Crabònia                   | 30 260               | criada em 2005; correspondente à região histórica de Sulcis-Iglesiente |
| Medio Campidano   | 1 516      | 105 400   | Sanluri                     | Seddori                                | 8 539                | criada em 2005                                                         |
Originalmente só existiam as províncias de Cálhari, Nuoro e Sassari. Posteriormente foi constituída a província de Oristano. Finalmente, uma lei regional de 2001 determinou que a partir de 9 de maio de 2005 passariam a existir oito províncias, sendo instituídas as províncias de Ólbia-Tempio, Ogliastra, Carbonia-Iglesias e Medio Campidano.

### Localidades
Além das capitais de província mencionadas no quadro acima, as localidades  mais importantes da Sardenha são as seguintes (nome local em itálico):
- Alghero, L'Alguer em Catalão
- Arzachena, Alzachena
- Bitti, Bithi
- Bonorva, Bonolva
- Bosa, Bosa
- Cabras, Crabas
- Castelsardo, Casteddu Saldu
- Cuglieri, Culiri
- Dorgali, Durgale
- Gavoi, Gaboi
- La Maddalena, A Maddalena
- Lodè, Bidda manna
- Macomer, Maccumele
- Mogoro, Mogoru
- Oliena, Uliana
- Orune, Orune
- Ozieri, Othieri
- Perfugas, Peifugas
- Ploaghe, Piaghe
- Porto Torres, Poltu Torra
- Posada, Pasata
- Pozzomaggiore, Puthumajore
- Quartu Sant'Elena, Quartu Santa Aleni
- San Teodoro, Santu Tiadoru
- Sant'Antioco, Sant'Antiogu
- San Pietro, Santu Predu
- Selargius, Cedraxius
- Siniscola, Thiniscole
- Teulada, Teulada
- Villacidro, Biddexirdu
- Villaputzu, Biddeputzi

#### Principais cidades
- Cálhari 157 780 habitantes, 369 000 na área metropolitana.
- Sassari 130 324 habitantes, 225 000 na área metropolitana.
- Quartu Sant'Elena 71 254 habitantes.
- Ólbia 51 045 habitantes.
- Alghero 43 831 habitantes.
- Nùoro 36 672 habitantes.
- Oristano 32 932 habitantes.
- Carbonia 30 081 habitantes.